# Acoenonia sidorenkoi
Acoenonia sidorenkoi är en tvåvingeart som beskrevs av Fedotova 2004. Acoenonia sidorenkoi ingår i släktet Acoenonia och familjen gallmyggor. Inga underarter finns listade i Catalogue of Life.